# Marek Żelkowski
Marek Żelkowski (ur. 11 grudnia 1964 w Bydgoszczy) – polski pisarz science fiction i fantasy, scenarzysta radiowy oraz dziennikarz. Absolwent kierunku nauki społeczne na WSP w Bydgoszczy (obecnie Uniwersytet Kazimierza Wielkiego) specjalizujący się w religioznawstwie. W roku 2018 ukończył studia z zakresu filozofii na UKW.
Jako autor fantastyki zadebiutował w 1986 roku opowiadaniem Niewolnicy opublikowanym w poznańskim fanzinie „Kwazar”. W latach 90. założył i rozbudował wydawnictwo publikujące czasopisma o charakterze branżowym (budownictwo, oświetlenie, wystrój wnętrz). Pod koniec XX wieku sprzedał swoje udziały w firmie i powrócił do pisarstwa. Publikował m.in. w: „Science Fiction”, „Nowej Fantastyce”, „Science Fiction, Fantasy i Horror” oraz „Fahrenheicie”. Od stycznia do grudnia 2007 roku na łamach miesięcznika Science Fiction, Fantasy i Horror Marek Żelkowski prowadził wywiad - rzekę z Wiktorem Żwikiewiczem („Żwikipedia”) – jednym z najbardziej znanych polskich pisarzy fantastyki naukowej lat 70. i 80. Do roku 2009 obaj autorzy redagowali w miesięczniku „SFFH” kącik recenzji książkowych pod nazwą „Żerowisko na Żwirowisku”. Obecnie obaj autorzy co dwa tygodnie nadają audycję „Bibliotekarium”, która ukazuje się na antenie internetowego Radia Paranormalium. Audycja została nominowana do nagrody Śląskiego Klubu Fantastyki ŚLĄKFA za rok 2017.
Współzałożyciel Bydgoskiego Stowarzyszenia Artystycznego. Członek Krajowego Klubu Reportażu.

## Dorobek literacki

### Książki
- Piętno mroku 2001, Instytut Wydawniczy ŚWIADECTWO
- Nadciąga burza - 16 opowiadań fantastycznych 2003, Gradar
- Archipelag (broszura) 2005, Powiatowa i Miejska Biblioteka Publiczna w Oleśnicy
- Archiwum Eks. Słuchowiska radiowe 2009, Wydawnictwo WM
- Biblioteka 2014, Biblioteka Tematu
- Kot z Cheshire 2014, Videograf
- Wojna cieni. Oszukać niebo, aby przekroczyć morze ... 2019, pod pseudonimem Moonkey[potrzebny przypis], Wydawnictwo Bibliotekarium
- Dzieci Hildora 2020, Wydawnictwo Stalker Books, współautor Tadeusz Markowski
- Wojna cieni. Oszukać niebo, aby przekroczyć morze ... 2022, Wydawnictwo Stalker Books, wydanie 2
- Wojna cieni. Aby uniknąć tego, co silne, trzeba uderzać w to, co słabe ... 2023, Wydawnictwo Stalker Books
- Siewcy niezgody 2024, Wydawnictwo Stalker Books

### Książki niebeletrystyczne
- Lista nieobecnych 2014, Wydawnictwo Solaris

### Antologie
- Kroki w nieznane rakietowej krowy 2018, Wydawnictwo Solaris opowiadanie Cienie w świetle Księżyca
- Mars. Antologia polskiej fantastyki 2021, Wydawnictwo Stalker Books opowiadanie Witajcie w świecie inercji
- Epidemie. Antologia polskiej fantastyki 2023, Wydawnictwo Stalker Books opowiadanie Wszystkie zombie pokażcie swe oblicza
- Ku gwiazdom. Antologia Polskiej Fantastyki Naukowej 2024 2024, Wydawnictwo IX opowiadanie Trójkąt Pyrrusa

### Inne książki
Współautor siedmiu opowiadań zwanych INSPIRAMI, zamieszczonych w książce Wiktora Żwikiewicza Appendix Solariana 2014, Wydawnictwo Solaris:
- Dzikie pola
- Figa Sapiens
- Inny koniec świata
- Kaprys Gwen
- Kreatorium
- SUK-cesja
- Wojna, która jest w nas

### Cykl „Pan Samochodzik”
pod pseudonimem Marek Żelech
- Pan samochodzik i toruńska tajemnica 2008, Oficyna Wydawnicza „Warmia”
- Pan samochodzik i Bractwo Dębu 2009, Oficyna Wydawnicza „Warmia”
- Królestwo na krańcu świata 2011, Oficyna Wydawnicza „Warmia”
- Promienie śmierci 2012, Oficyna Wydawnicza „Warmia”
- Machina chaosu 2012, Oficyna Wydawnicza „Warmia”
- Zagubiony rękopis 2013, Oficyna Wydawnicza „Warmia”
- Ukryta biblioteka 2013, Oficyna Wydawnicza „Warmia”
- Projekt Perseusz 2014, Oficyna Wydawnicza „Warmia”
- Labirynt Behemota 2017, Oficyna Wydawnicza „Warmia”
- Droga na złomowisko 2018, Oficyna Wydawnicza „Warmia”
- Escape castle 2019, Oficyna Wydawnicza „Warmia”
- Okruchy przeszłości 2020, Oficyna Wydawnicza „Warmia”
- Zaszyfrowana przeszłość 2022, Oficyna Wydawnicza „Warmia”

### Opowiadania
- Epizod („Fakty” - 1986)
- Opiekun, czyli pieśń o zemście („Fakty” - 1988)
- Wojownik („Fakty” - 1989)
- Nadciąga burza („Akant” - 1999)
- Handlarz („Akant” - 2001)
- Kapłanka („Science Fiction (czasopismo)” nr 21/2002)
- Długa przerwa w podróży („Science Fiction (czasopismo)” nr 26/2003)
- Zyskać na czasie („Science Fiction (czasopismo)” nr 47/2005)
- Próba generalna („Fantastyka – wydanie specjalne” nr 3(8)/2005)
- Zmierzch bogów („Science Fiction (czasopismo), Fantasy & Horror” nr 3/2006)
- Przechytrzyć niedźwiedzia („Science Fiction (czasopismo), Fantasy & Horror” nr 5/2006
- Archipelag - materiały do artykułu („Fahrenheit (e-zin)” nr 52/2006)
- Cicho przemija chwała świata („Nowa Fantastyka” nr 10/2006)
- Bóg zwierciadła („Science Fiction (czasopismo), Fantasy & Horror” nr 11/2006)
- Matka kwiatów („Science Fiction (czasopismo), Fantasy & Horror” nr 17/2007)
- Za wszelką cenę („Science Fiction (czasopismo), Fantasy & Horror” nr 29/2008) wspólnie z Tomaszem Fąsem
- Odejście głupca („Science Fiction (czasopismo), Fantasy & Horror” nr 36/2008)
- Bogini szaleństwa („Science Fiction (czasopismo), Fantasy & Horror” nr 37/2008)
- Lot na biegun południowy („Science Fiction (czasopismo), Fantasy & Horror” nr 43/2009)
- SUK-cesja („Nowa Fantastyka” nr 12/2009) wspólnie z Wiktorem Żwikiewiczem
- Zajebisty singiel. Side A - Stairway to Heaven („Fantastyka – wydanie specjalne” nr 1/2010) wspólnie z Wiktorem Żwikiewiczem
- Biada zwyciężonym! („Science Fiction (czasopismo), Fantasy & Horror” nr 52/2010)
- Wrzeciono Chronosa („Szortal Na Wynos - Wydanie Specjalne (e-zin)” Zima 2014)
- Łaska Suwerena („Fantastyka – wydanie specjalne” nr 3(48)/2015)
- Pokuta („Okolica Strachu" nr 9(1) 2018)
- Gambit awansu („Nowa Fantastyka” nr 8/2022)

Marek Żelkowski publikował ponadto w czasopismach: „Aspekty”, „Temat” oraz „Ślad"

### Słuchowiska radiowe
Antena ogólnopolska:
- „Znakomity pomysł” (1988 r., 1989 r.),
- „Podwójne zlecenie” (2002 r.) – Teatrzyk „Zielone Oko”

Cykl Radiowy Teatr Sensacji (emitowany w rozgłośniach w Szczecinie, Koszalinie, Bydgoszczy, Lublinie, Rzeszowie):
2005 r.
- „Archiwum Eks”
- „Deus ex machina”
- „Etos grabarza”
- „Gambit wdowy”
- „Koniec wieńczy dzieło”
- „Kot z Cheshire”
- „Król snów”
- „Likwidacja”
- „Miasteczko Villa Rostampo”
- „Nocny Łowca”
- „Platforma U-47"
- „Poczucie sprawiedliwości”
- „Ponura historia”
- „Przerwana podróż”
- „Sztuka manipulacji”
- „Wiosenne porządki”
- „Z zimną krwią”

2006 r.
- „Bóg Zwierciadła”
- „Facet z poczuciem humoru”
- „Grobowiec demona”
- „Idealne alibi”
- „Kocia zabawa”
- „Kraina Tarat”
- „Krwawe alibi”
- „Labirynt namiętności”
- „Lustrzany labirynt”
- „Morderczy trik”
- „Najgorsza pokuta”
- „Nowy układ”
- „Operacja CHAOS”
- „Perfidny plan”
- „Pomocna dłoń”
- „Powtórny proces”
- „Prawdziwy przyjaciel”
- „Przewrotny biznes”
- „Przezorna kobieta”
- „Sekret pradziadka”
- „SMS z Londynu”
- „Spokojne miasteczko”
- „Tak niewiele brakowało”
- „Ukochana siostrzyczka”
- „Wakacyjna przygoda”
- „Wycieczka na Karaiby”

Cykl Radiowy Teatr Faktu (rozgłośnia we Wrocławiu):
2008 r.
- „Miedzianka”
- „Jastrzębiec”